# Laura Ruiz
Laura Ruiz Pérez (Colindres, 18 juni 2004) is een Spaans wielrenster, net als haar tweelingzus Lucía.

## Carrière
In 2022 won Ruiz het nationale kampioenschap op de weg bij de junioren. Later dat jaar nam ze in diezelfde discipline deel aan het wereldkampioenschap, waar ze op plek 49 eindigde.
Namens Eneicat-CMTeam nam Ruiz in mei 2023 deel aan de eerste Ronde van Spanje. In 2024 maakte ze de overstap naar Movistar Team. Haar debuut voor de ploeg maakte ze in januari op Mallorca, waar ze deelnam aan twee manches van de Challenge Mallorca. Later dat jaar nam ze deel aan onder meer Parijs-Roubaix en de Ronde van Catalonië.

## Overwinningen
2022
 Spaans kampioene op de weg, Junioren

## Resultaten in voornaamste wedstrijden
| Jaar | Ronde van Italië | Ronde van Frankrijk | Ronde van Spanje |
| ---- | ---------------- | ------------------- | ---------------- |
| 2023 |                  |                     | 85e              |
| 2024 |                  |                     |                  |
| 2025 |                  |                     |                  |

| Jaar | Parijs-Roubaix |
| ---- | -------------- |
| 2023 |                |
| 2024 | 100e           |
| 2025 |                |

## Ploegen
- 2023 –  Eneicat-CMTeam-Seguros Deportivos
- 2024 –  Movistar Team
- 2025 –  Movistar Team

Baril · Biannic · Bjerg · Erić · Ferguson (stage vanaf 1/8) · Gutiérrez · Lippert · Mackaij · Martín · Meijering · Patiño · Laura Ruiz Pérez · Lucía Ruiz Pérez · Sierra · Steels
Baril · Biannic · Erić · Ferguson · Gutiérrez · Lippert · Lloyd · Mackaij · Magalhães · Martín · Meijering · Ostiz (stage vanaf 1/8) · Patiño · Laura Ruiz Pérez · Lucía Ruiz Pérez · Reusser · Sierra · Steels